# Giancarlo Brusati
Pour les articles homonymes, voir Brusati.
Giancarlo Brusati, né le 6 mars 1910 à Milan et mort le 30 juin 2001 à Barlassina, est un escrimeur italien.

## Carrière
Giancarlo Brusati participe aux Jeux olympiques d'été de 1936 et  remporte la médaille d'or dans l'épreuve de l'épée par équipe. De 1981 à 1984, il est président de la Fédération internationale d'escrime.